# Саваоф

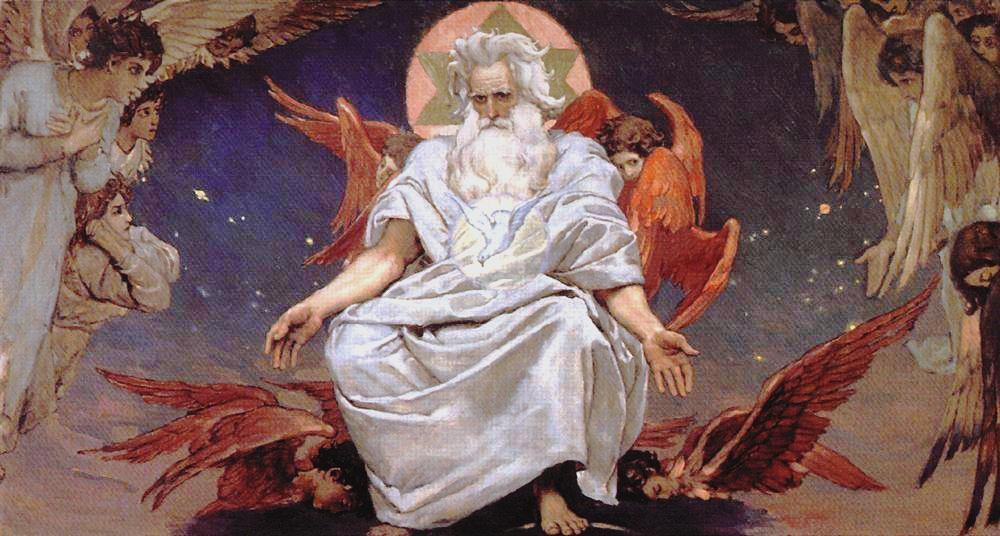
Бог Саваоф, ескізи розпису Володимирського собору в Києві, Віктор Васнецов, 1885—1896, Третьяковська галерея, Москва

Саваоф (Саваот) (івр. צבאות, Цваот — «воїнство», «сонм») — одне з імен Бога-Отця в юдаїзмі та християнстві.
У перекладі Біблії ім'я «Саваоф» передано як «Господь Саваот», що в перекладі українською мовою звучить — «Господь військ». Під воїнством Саваофа маються на увазі Сонце, Місяць, зірки та все небесне. Ім'я Саваот згадується часто в зв'язку з херувимами.
Цим же терміном також називали незліченні воїнства вогнеподібних ангелів, об'єднаних у чотири сонми під керівництвом архангелів Михаїла, Гавриїла, Уріїла і Рафаїла.
Ім'я Саваот вживається у стародавньому християнському літургійному гімні Sanctus (Свят, свят, свят). Цей гімн сходить до третього вірша шостої глави Книги пророка Ісаї: «І взивали вони один до одного і говорили: Свят, свят, свят Господь Саваот вся земля повна слави Його!». У пророчому видінні цю фразу співали серафими, що оточували престол Божий.